# Francisco Delgado Olivárez
Francisco Javier Delgado Olivárez (n. Los Andes, Chile; 6 de abril de 1990) es un futbolista chileno. Se desempeña como delantero y actualmente milita en Trasandino de Los Andes de la Segunda División Profesional de Chile. El jugador destaca principalmente por su rapidez.

## Clubes
| Club                    | País  | Año             |
| ----------------------- | ----- | --------------- |
| Trasandino de Los Andes | Chile | 2012 - 2015     |
| Barnechea               | Chile | 2016            |
| Trasandino de Los Andes | Chile | 2016 - Presente |